# (9637) Perryrose
(9637) Perryrose (1994 PJ2) – planetoida z pasa głównego asteroid okrążająca Słońce w ciągu 3,7 lat w średniej odległości 2,39 j.a. Odkryta 9 sierpnia 1994 roku.